# Mauvages
Mauvages is een gemeente in het Franse departement Meuse (regio Grand Est) en telt 236 inwoners (1999).
De gemeente maakt deel uit van het arrondissement Commercy en sinds maart 2015 van het kanton Ligny-en-Barrois. Daarvoor hoorde het bij het toen opgeheven kanton Gondrecourt-le-Château.
Bezienswaardigheden zijn de dorpskerk en de Fontaine du Déo. Dit is een openbare wasplaats uit 1831 gebouwd in neo-Egyptische stijl.

## Geografie
De oppervlakte van Mauvages bedraagt 21,6 km², de bevolkingsdichtheid is 10,9 inwoners per km².
De onderstaande kaart toont de ligging van Mauvages met de belangrijkste infrastructuur en aangrenzende gemeenten.

## Demografie
Onderstaande figuur toont het verloop van het inwonertal (bron: INSEE-tellingen).